# Certonotus varius
Certonotus varius är en stekelart som beskrevs av Joseph Kriechbaumer 1889. Certonotus varius ingår i släktet Certonotus och familjen brokparasitsteklar. Inga underarter finns listade i Catalogue of Life.